# Leptomydas rufipes
Leptomydas rufipes is een vliegensoort uit de familie Mydidae. De wetenschappelijke naam van de soort is, geplaatst in het geslacht Midas, voor het eerst geldig gepubliceerd in 1841 door Westwood.
De soort komt voor in Sicilië.